# Oorlogsmonument Schaesberg

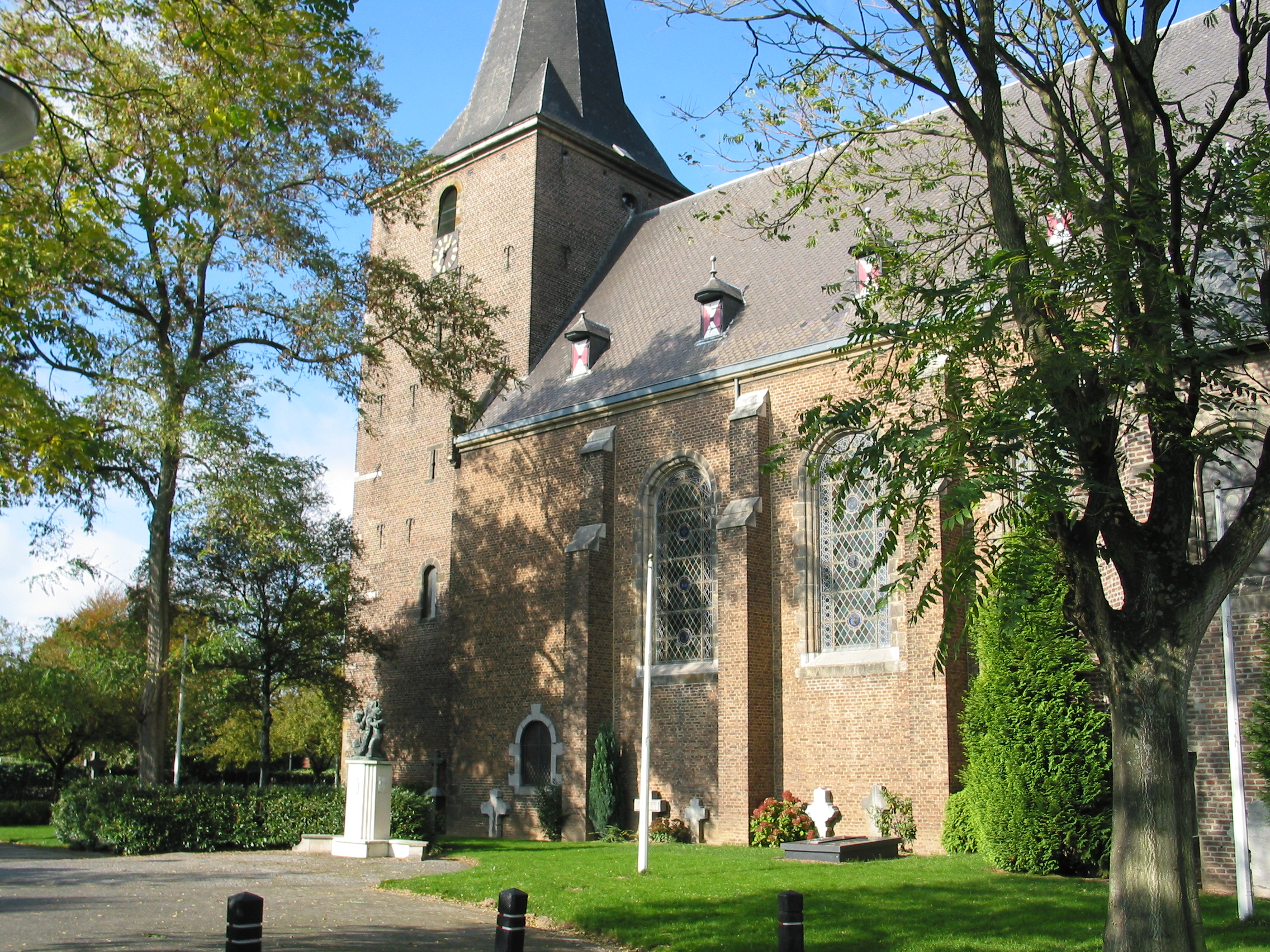
Het oorlogsmonument naast de kerk.

Het Oorlogsmonument in de Limburgse plaats Schaesberg is een monument ter nagedachtenis aan de slachtoffers van de Tweede Wereldoorlog.

## Achtergrond
Schaesberg werd in september 1944 door de Amerikanen bevrijd van de Duitse bezetter. In 1948 werden stappen genomen om in Schaesberg een oorlogsmonument op te richten, dat in september 1949 -vijf jaar na de bevrijding- zou worden onthuld. Priester-kunstenaar Renald Rats ontwierp een zuil met bronzen beeldengroep, ir. J.J.Th. Beers een aansluitende waterbak met fontein. Door omstandigheden liep de totstandkoming van het monument vertraging op, de onthulling vond pas plaats op 7 mei 1950. Na een welkomstwoord van burgemeester Johan van Banning en een herdenkingsrede van kapelaan Franck, werd die zondag het monument door gouverneur Frans Houben onthuld.
Het monument was geplaatst in een plantsoen op de hoek van Hoofdstraat en Spoorstraat, enkele tientallen meters ten noorden van de Sint-Petrus en Pauluskerk. Eind jaren zeventig werd het verplaatst naar de rand van het oude kerkhofje bij de zuidgevel van de kerk. De waterbak is daarbij niet herplaatst, delen daarvan zijn nog wel zichtbaar aan weerskanten van de zuil. In 2015 werd op de zuil een plaquette aangebracht met daarop de namen van 35 omgekomen inwoners.

## Beschrijving
Het oorlogsmonument bestaat uit een beeldengroep van twee vrouwen boven op een zuil. Een van hen houdt het Nederlandse wapenschild omhoog, de ander heeft in haar handen lauriertakken of Oranjetakken. Op de hardstenen zuil zijn drie wapenschilden in reliëf aangebracht, aan de voorzijde het wapen van Schaesberg met beschermheilige Fredericus, aan de linkerkant de Amerikaanse zeearend en rechts een schild met Onze Lieve Vrouw van de Berg Carmel met achter haar de Leenderkapel. Onder het wapen aan de voorzijde werd in 2015 een plaquette geplaatst.
De restanten van de waterbak aan weerszijden van de zuil dragen de inscripties 'AAN HEN DIE VIELEN' en 'VOOR HET VADERLAND'.

## Galerij

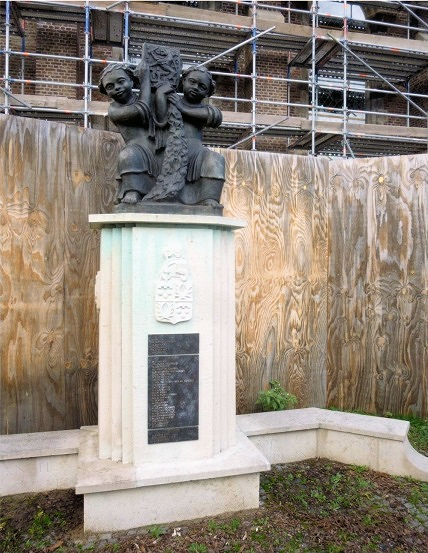
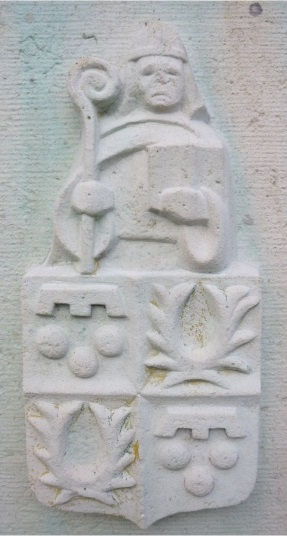
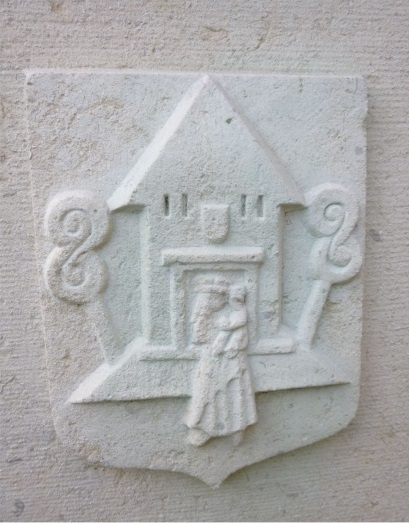
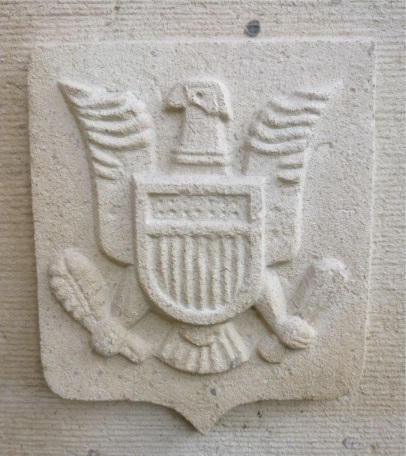
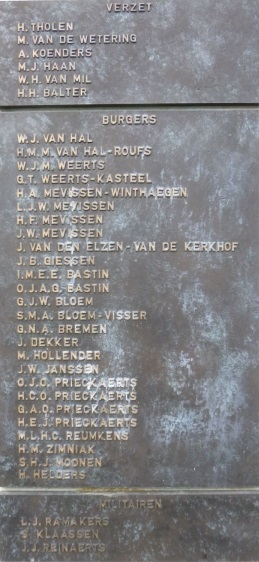